# Nimtofte-Tøstrup Sogn
Nimtofte-Tøstrup Sogn er et sogn i Syddjurs Provsti (Århus Stift). Sognet ligger i Syddjurs Kommune.
I Nimtofte-Tøstrup Sogn ligger Nimtofte Kirke og Tøstrup Kirke
|  | Denne artikel kan blive bedre, hvis der indsættes geografiske koordinater Denne artikel omhandler et emne, som har en geografisk lokation. Du kan hjælpe ved at indsætte koordinater i wikidata. |

1. 1 2  Statistikbanken Folketal den 1. i kvartalet efter sogn og folkekirkemedlemskab (dansk)